# リチャード・フィッツウィリアム (第5代フィッツウィリアム子爵)
第5代フィッツウィリアム子爵リチャード・フィッツウィリアム（英語: Richard FitzWilliam, 5th Viscount FitzWilliam PC (Ire)、1677年頃 – 1743年6月6日）は、アイルランド貴族、政治家。

## 生涯
第4代フィッツウィリアム子爵トマス・フィッツウィリアムと1人目の妻メアリー・ステイプルトン（Mary Stapleton、フィリップ・ステイプルトンの娘）の息子として、1677年頃に生まれた。
1704年2月20日に父が死去すると、フィッツウィリアム子爵の爵位を継承、1710年5月25日にアイルランド貴族院議員に正式に就任した。父と違い国教忌避者にならなかったため貴族院議員への就任を許可されたという。その後、1715年9月15日にアイルランド枢密院の枢密顧問官に任命され、同年11月14日にはジョージ1世の即位を祝うための委員会に加入した。1714年12月30日から1728年2月27日までレンスター副提督を務めた。
1711年にダブリンでマウント・メリオン・ハウスを建てたが、一方で旧来の家領であるメリオン城は顧みられず、1730年にはすでに廃墟同然であり、後に取り壊された。
1727年1月の補欠選挙でフォイ選挙区から出馬して当選、同年の総選挙で再選したが、1734年イギリス総選挙では出馬しなかった。
1743年6月6日に自宅で死去、長男リチャードが爵位を継承した。

## 人物
1730年1月13日に議会で演説し、歴史学者のエヴリン・クルックシャンクスは「考え抜かれていたが、ぎごちない」（studied but labored）との評価を下し、第5代フィッツウィリアム子爵と同時代の人物である第2代ハーヴィー男爵ジョン・ハーヴィーに至っては「フィッツウィリアム卿の（演説の）出来栄えは今日の霧よりも暗く、厚く、重かった」と酷評した。

## 家族
1704年2月26日、フランシス・シェリー（Frances Shelley、1771年11月11日没、第3代準男爵ジョン・シェリーの娘）と結婚、下記の子女を儲けた。
- メアリー（1707年 – 1769年） - 1733年、第9代ペンブルック伯爵ヘンリー・ハーバート（英語版）と結婚
- フランシス（1789年7月30日没） - 1732年、第2代カーベリー男爵ジョージ・エヴァンスと結婚
- リチャード（1711年 – 1776年） - 第6代フィッツウィリアム子爵
- ウィリアム（1712年 – ?） - アイルランド黒杖官
- ジョン（英語版）（1714年 – 1789年） - 陸軍軍人、庶民院議員